# 井上由美子 (脚本家)
井上 由美子（いのうえ ゆみこ、1961年 6月24日 - ）は、日本の脚本家。兵庫県神戸市出身。

## 略歴
兵庫県神戸市出身。
神戸市立夢野中学校、兵庫県立夢野台高等学校を経て立命館大学文学部中国文学専攻卒業。卒論では阮籍を扱った。テレビ東京に入社するが、希望していたドラマ制作に携われなかったため3年で退職し、シナリオライターを目指してシナリオ作家協会シナリオ講座研修科を修了。1991年に『過ぎし日の殺人』で脚本家としてデビュー。
『ギフト』『GOOD LUCK!!』『エンジン』などをヒットさせ、『白い巨塔』や『14才の母』などの社会問題を題材にした作品も話題となった。
2006年にはNHK制作のドラマ『マチベン』で第25回向田邦子賞を受賞。
テレビ朝日新人シナリオ大賞の最終選考の審査員や、フジテレビ番組審議会の委員も務める。
2018年には『ハラスメントゲーム』で小説家としてもデビュー。

## 評価
脚本家の坂元裕二は1996年以降脚本業を一時的に休んでいたが、再び脚本を書こうと思ったきっかけの一つとして、井上が脚本を執筆した『きらきらひかる』（1998年）を見たことを挙げ、「『こんなに面白いテレビドラマがあるのか』と思ったらまた書いてみたくなって、自分から戻りました」と答えている。また、坂元が特集された批評雑誌『ユリイカ』に井上がコメントを寄せるなどの交流もある。
『週刊SPA!』（扶桑社）に掲載された脚本家である三谷幸喜のインタビュー記事の中で三谷は井上について、「今、一番、僕が憧れるのは井上由美子さんですね。本当はああいう人になりたかった。（特定のジャンルだけでなく）あらゆるジャンルにおいてちゃんと成果を残していらっしゃる」と話している。
2024年に放送されたテレビ朝日系ドラマ『Believe-君にかける橋-』の主人公狩山陸（演木村拓哉）の職業を橋梁設計建築士としていたが、誤り（正しくは技術士または一級土木施工管理技士）であるとの世論の指摘を受け、放送開始に設計者へ改めている。

## 主な作品

### テレビドラマ
- むしの居どころ（1992年、NHK）[13]
- 復讐の配当（1992年、YTV）
- 天上の青（1994年、NHK）[14]
- この指とまれ!!（1995年、NHK）
  - この指とまれ2（1997年、NHK）
- 照柿（1995年、NHK）[15]
- 連続テレビ小説 ひまわり（1996年、NHK）[16]
- ギフト（1997年、フジテレビ）
- 熱の島で ヒートアイランド東京（1997年、NHK）
- きらきらひかる（1998年、フジテレビ）
  - きらきらひかる2 スペシャル（1999年）
  - きらきらひかる3 スペシャル（2000年）
- 織田信長 天下を取ったバカ（1998年、TBS）
- 再婚トランプ（1998年、TBS）
- タブロイド（1998年、フジテレビ）
- 危険な関係（1999年、フジテレビ）
- 天の瞳（2000年、テレビ朝日）
  - 天の瞳2（2001年）
  - 天の瞳3（2002年）
- 大河ドラマ 北条時宗（2001年、NHK）[14]
- 忠臣蔵1/47（2001年、フジテレビ）
- GOOD LUCK!!（2003年、TBS）[14]
- 白い巨塔（2003年、フジテレビ）
- 溺れる人（2005年、日本テレビ）
- エンジン（2005年、フジテレビ）
- 生き残れ（2005年、NHK）
- 火垂るの墓（2005年、日本テレビ）
- マチベン（2006年、NHK）
- 14才の母（2006年、日本テレビ）[14]
- 王様の心臓〜リア王より〜（2007年、日本テレビ）
- ロミオとジュリエット〜すれちがい〜（2007年、日本テレビ）
- 新マチベン 〜オトナの出番〜（2007年、NHK）
- ファースト・キス（2007年、フジテレビ）
- パンドラ（2008年、WOWOW）
  - パンドラII 〜飢餓列島〜（2010年）
  - パンドラIII 革命前夜（2011年）
  - パンドラ〜永遠の命〜（2014年）
  - パンドラⅣ AI戦争（2018年）
- SCANDAL（2008年、TBS）
- 春さらば（2009年3月25日、テレビ東京）
- サムライ・ハイスクール（2009年、日本テレビ）
- 同窓会〜ラブ・アゲイン症候群（2010年、テレビ朝日）
- いじわるばあさん3 第2話「こんにちはモンスター」（2011年、フジテレビ）
- 幸せになろうよ（2011年、フジテレビ）※第1話脚本、第2話原案
- 最後の晩餐 〜刑事・遠野一行と七人の容疑者〜（2011年、テレビ朝日）
- 陽はまた昇る（2011年、テレビ朝日）
- ブラックボード〜時代と戦った教師たち〜（2012年、TBS）
- ラッキーセブンスペシャル（2013年、フジテレビ）
- おトメさん（2013年、テレビ朝日）
- メイドインジャパン（2013年、NHK）
- 緊急取調室（2014年、テレビ朝日）
  - 緊急取調室 ドラマスペシャル（2015年）
  - 緊急取調室 シーズン2（2017年）
  - 緊急取調室 シーズン3（2019年）
  - 緊急取調室 シーズン4（2021年）
  - 緊急取調室 新春ドラマスペシャル（2022年）
- 地の塩（2014年、WOWOW）
- 昼顔〜平日午後3時の恋人たち〜（2014年、フジテレビ）
- おやじの背中 第9話「父さん、母になる!?」（2014年、TBS）
- まっしろ（2015年、TBS）
- 2030かなたの家族（2015年、NHK）
- 遺産争族（2015年、テレビ朝日）[17]
- 営業部長 吉良奈津子（2016年、フジテレビ）[16]
- お母さん、娘をやめていいですか?（2017年、NHK）[18]
- BG〜身辺警護人〜 第1シーズン（2018年、テレビ朝日）
  - BG〜身辺警護人〜 第2シーズン（2020年）
- ハラスメントゲーム（2018年、テレビ東京）
  - ハラスメントゲーム スペシャル（2020年）
- 炎上弁護人（2018年、NHK）
- シャーロック アントールドストーリーズ（2019年、フジテレビ）
- フィクサー Season1（2023年、WOWOW）
  - フィクサー Season2（2023年）
  - フィクサー Season3（2023年）
- Believe-君にかける橋-（2024年、テレビ朝日）
- 愛の、がっこう。（2025年、フジテレビ）

### 映画
- ジャンプ（2003年）
- 昼顔（2017年）
- マチネの終わりに（2019年）
- バスカヴィル家の犬 シャーロック劇場版（2022年）- 脚本協力
- 劇場版 緊急取調室 THE FINAL（2023年）

## 著書

### 小説
- ハラスメントゲーム（2018年、河出書房新社）

## 受賞歴
- 芸術選奨新人賞（1995年)
- 第7回橋田賞（1999年）[19]
- 第25回向田邦子賞（2007年）-『マチベン』[20]
- 第57回芸術選奨文部科学大臣賞（2006年） - 『マチベン』『14才の母』
- 第49回ザテレビジョンドラマアカデミー賞・脚本賞 - 『マチベン』[21]
- 第60回文化庁芸術祭賞放送個人賞（2007年）-『火垂るの墓』[22]
- 東京ドラマアウォード2008（2008年）-『パンドラ』[23]
- 第82回ザテレビジョンドラマアカデミー賞・脚本賞 -『昼顔〜平日午後3時の恋人たち〜』[24]
- 紫綬褒章（2020年）[25][26][27]
- 第76回NHK放送文化賞（2025年）[28]